# Ojitos, Sinaloa
Ojitos är en ort i Mexiko.   Den ligger i kommunen Rosario och delstaten Sinaloa, i den centrala delen av landet, 800 km nordväst om huvudstaden Mexico City. Ojitos ligger 19 meter över havet och antalet invånare är 366.
Terrängen runt Ojitos är huvudsakligen platt, men norrut är den kuperad. Runt Ojitos är det glesbefolkat, med 15 invånare per kvadratkilometer. Närmaste större samhälle är El Pozole, 5,8 km söder om Ojitos. Omgivningarna runt Ojitos är en mosaik av jordbruksmark och naturlig växtlighet.